# Banco da Amazônia
Banco da Amazônia S.A. (BASA) é um banco brasileiro, constituído na forma de sociedade de economia mista, com participação do Governo Federal como maior acionista. 
Com 118 Agências distribuídas nos nove estados que compõem a Amazônia Legal, além do Distrito Federal e em São Paulo, o Banco da Amazônia é focado na região Região Norte do Brasil e sua presença é vital e estratégica para o desenvolvimento econômico dos empreendimentos rurais e urbanos da região, especialmente, pelo fato da região representar 59% do território brasileiro.

## Histórico
Fundado em 09 de julho de 1942, durante a Segunda Guerra Mundial, por Getúlio Vargas, sob o nome de Banco de Crédito da Borracha, sua criação é resultado da estratégia de guerra dos aliados e contava com a participação acionária dos Estados Unidos e Brasil. Inicialmente, seu objetivo era reativar a atividade seringueira, matéria-prima da borracha, em declínio desde a Primeira Guerra Mundial na Amazônia, já que era a única região — livre do conflito — que detinha condições de produzir látex nas proporções desejadas (O Segundo Ciclo da Borracha).
Em 1950, é transformado no Banco de Crédito da Amazônia S.A, por decisão do governo federal, ampliando o financiamento para outras atividades produtivas e assumindo contornos pioneiros de banco regional misto.
Em 1966, o governo muda seu nome para Banco da Amazônia S.A. ou simplesmente BASA. É a principal instituição financeira federal de fomento com a missão de promover o desenvolvimento da região amazônica. Possui papel relevante tanto no apoio à pesquisa quanto no crédito de fomento, respondendo por mais de 60% do crédito de longo prazo da Região. 
Em 1974, torna-se agente financeiro do Fundo de Investimento da Amazônia (Finam), administrado pela Superintendência do Desenvolvimento da Amazônia (Sudam).
Em 1989, passou a realizar a operacionalização e gestão do FNO (Fundo Constitucional de Financiamento do Norte).
Sua sede está situada na Avenida Presidente Vargas, em Belém.
É associado à Federação Brasileira de Bancos (Febraban) e seu código de compensação é o 003.

## Desenvolvimento regional sustentável
Especialista em fomento, obtém recursos advindos da administração de Fundos Constitucionais como: Fundo de Desenvolvimento da Amazônia (FDA), Fundo de Amparo ao Trabalhador (FAT), Fundo da Marinha Mercante (FMM) e Fundo Constitucional de Financiamento do Norte (FNO). Sobre este último, detém a exclusividade de administração e operação. 
Além destes fundos, o Banco opera com linhas do Orçamento Geral da União (OGU), Recursos Obrigatórios (RO) e com as linhas do BNDES, principalmente, nas regiões fora da Amazônia Legal.
O Banco da Amazônia contribui na execução do PPA (Plano Plurianual), da Política Nacional de Desenvolvimento Regional (PNDR) e do Plano Regional de Desenvolvimento da Amazônia Legal, direcionando as ações de financiamento de forma alinhada as suas diretrizes, objetivos e metas.
O Fundo Constitucional de Financiamento do Norte (FNO) financia projetos para pessoas físicas e jurídicas com empreendimentos rurais na região Norte. Entre os projetos beneficiados estãoː a produção de energias renováveis (energia solar), compra de veículos verdes, elétricos ou híbridos para a agricultura familiar, infraestrutura, setores da indústria, turismo, cultura, comércio, prestação de serviço, atividades agroindustriais e industriais voltadas à exportação, saúde e educação. 
O banco também patrocina atividades culturais relacionadas à região amazônica, comprometidas com o desenvolvimento e a sustentabilidade econômica, social e ambiental e que priorizem a difusão da cultura regional.